# Direcció general del Treball Autònom, de l'Economia Social i de la Responsabilitat Social de les Empreses
La Direcció general del Treball Autònom, de l'Economia Social i de la Responsabilitat Social de les Empreses és un òrgan de gestió del Ministeri d'Ocupació i Seguretat Social depenent de la Secretaria d'Estat d'Ocupació encarregada del foment del treball autònom, de l'economia social i la Responsabilitat social corporativa.

## Funcions
Les seves funcions es regulen en l'article 4 del Reial decret 703/2017:
- La participació en el disseny de les polítiques públiques d'impuls i promoció en matèria de treball autònom i de promoció de l'esperit i la cultura emprenedora, així com en el disseny, gestió i seguiment d'ajudes al foment del treball autònom i de les seves organitzacions.
- L'elaboració, promoció i/o informe dels projectes normatius i de mesures específiques per a autònoms i emprenedors.
- Les activitats administratives de qualificació, inscripció i certificació dels actes que hagin de tenir accés al Registre estatal d'associacions professionals de treballadors autònoms.
- L'elaboració, promoció o, si escau, informe dels projectes normatius estatals en l'àmbit de l'economia social i la responsabilitat social de les empreses.
- El disseny, gestió i seguiment de programes i ajudes que es concedeixin a cooperatives, societats anònimes laborals i altres entitats de l'economia social, així com a les seves associacions.
- Les activitats administratives de qualificació, inscripció i certificació dels actes que hagin de tenir accés al Registre de Societats Cooperatives, al Registre Administratiu de Societats Laborals i al Registre de Fundacions Laborals.
- La promoció de la responsabilitat social de les empreses, en particular de les petites i mitjanes.
- El disseny, gestió i seguiment de programes i ajudes per a la difusió i foment de la responsabilitat social de les empreses.
- La coordinació i el suport tècnic necessari per al funcionament dels consells estatals i d'altres formes de participació que puguin implementar-se en l'àmbit de les seves competències.
- El seguiment dels préstecs concedits per l'extingit Fons Nacional de Protecció al Treball i els que, després de la seva extinció, es van concedir per a la mateixa fi amb càrrec als Pressupostos Generals de l'Estat.
- La realització d'estudis, estadístiques, informes i treballs de recerca, així com la coordinació dels sistemes d'informació i estadístics que puguin encomanar-se i, en particular, els que tinguin incidència en les matèries de la seva competència, sense perjudici de les competències de la Direcció general d'Estadística i Anàlisi Sociolaboral.

## Estructura
De la Direcció general depenen un únic òrgan:
- Subdirecció General del Treball Autònom.

## Llista de directors generals
- Juan José Barrera Cerezal (2004-2011)[3]
- Miguel Ángel García Martín (2012-2015)[4]
- Carmen Casero González (2015-2018)[5]
- María Antonia Pérez León (2018 -)[6]